# Villa imperiale di Katsura
La villa imperiale di Katsura, ovvero la residenza appartata di Katsura (桂離宮?, Katsura rikyū) è un'abitazione costituita da villa, giardini e diversi padiglioni, situata nella periferia ovest del comune di Kyoto (Giappone). Secondo la presentazione ufficiale dell'Agenzia della Casa Imperiale (宮内庁?, Kunaichō) del governo giapponese, la villa metterebbe in risalto "quel che è da chiamarsi il giardino più bello nello stile giapponese".

## Storia

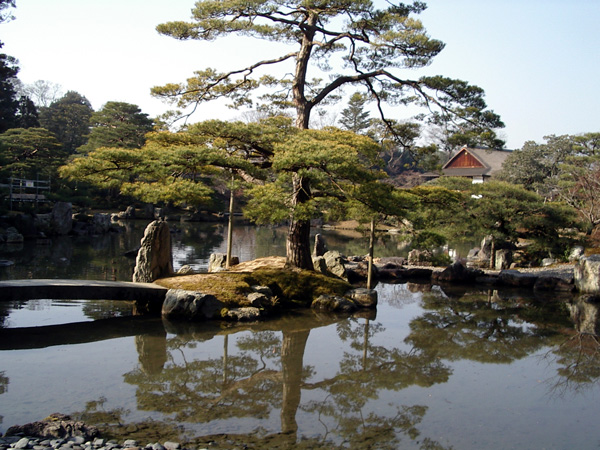
Giardino della villa imperiale di Katsura

La località di Katsura (桂?) era sempre stata una zona particolarmente preferita degli aristocratici per gestire le loro ville di ritiro private, appartate dal centro della capitale imperiale Kyō (京?). Durante l'epoca Heian, Fujiwara no Michinaga (藤原道長?) fu uno dei più rinomati possessori di villa a Katsura, luogo considerato ottimo dai membri della corte imperiale di allora per poter ammirare la bellezza della luna notturna.
Fu il principe Hachijō-no-miya Toshihito-shinnō (八条宮智仁親王? 1579-1629) discendente dell'imperatore Ōgimachi (正親町天皇?), fratello minore dell'imperatore Go-Yōzei (後陽成天皇?) e primo discendente del lignaggio di Hachijō-no-miya (八条宮?), a creare la base iniziale della villa imperiale di Katsura. Il principe, una volta figlio adottivo di Toyotomi Hideyoshi (豊臣秀吉?), al momento della nascita del primo figlio di Hideyoshi annullò l'adozione per fondare il suo proprio casato di Hachijō-no-miya.
Lo shoin (書院? "casa da studio") della villa imperiale viene divisa in tre parti: il vecchio ex shoin (古書院?,  koshoin), lo shoin centrale (中書院?, chūshoin) e il palazzo nuovo (新御殿?, shin-goten). L'ex shoin fu costruito nel 1615. Il lavoro di costruzione dello shoin, della casa del tè e dei giardini era durato oltre il regno del secondo principe Toshitada (智忠? 1619-1662) per terminarsi dopo alcuni decenni.
Il casato di Hachijō-no-miya cambiò il suo nome a Tokiwai-no-miya (常磐井宮?), poi a Kyōgoku-no-miya (京極宮?) e infine a Katsura-no-miya (桂宮?), prima dell'estinzione avvenuta nel 1881. Nel 1883 il Ministero della casa imperiale (宮内省?) acquisì il diritto di gestire la parte esteriore della villa e dopo la seconda guerra mondiale, l'Agenzia della Casa Imperiale del governo ne assunse la totale responsabilità amministrativa.

## Edifici e giardini

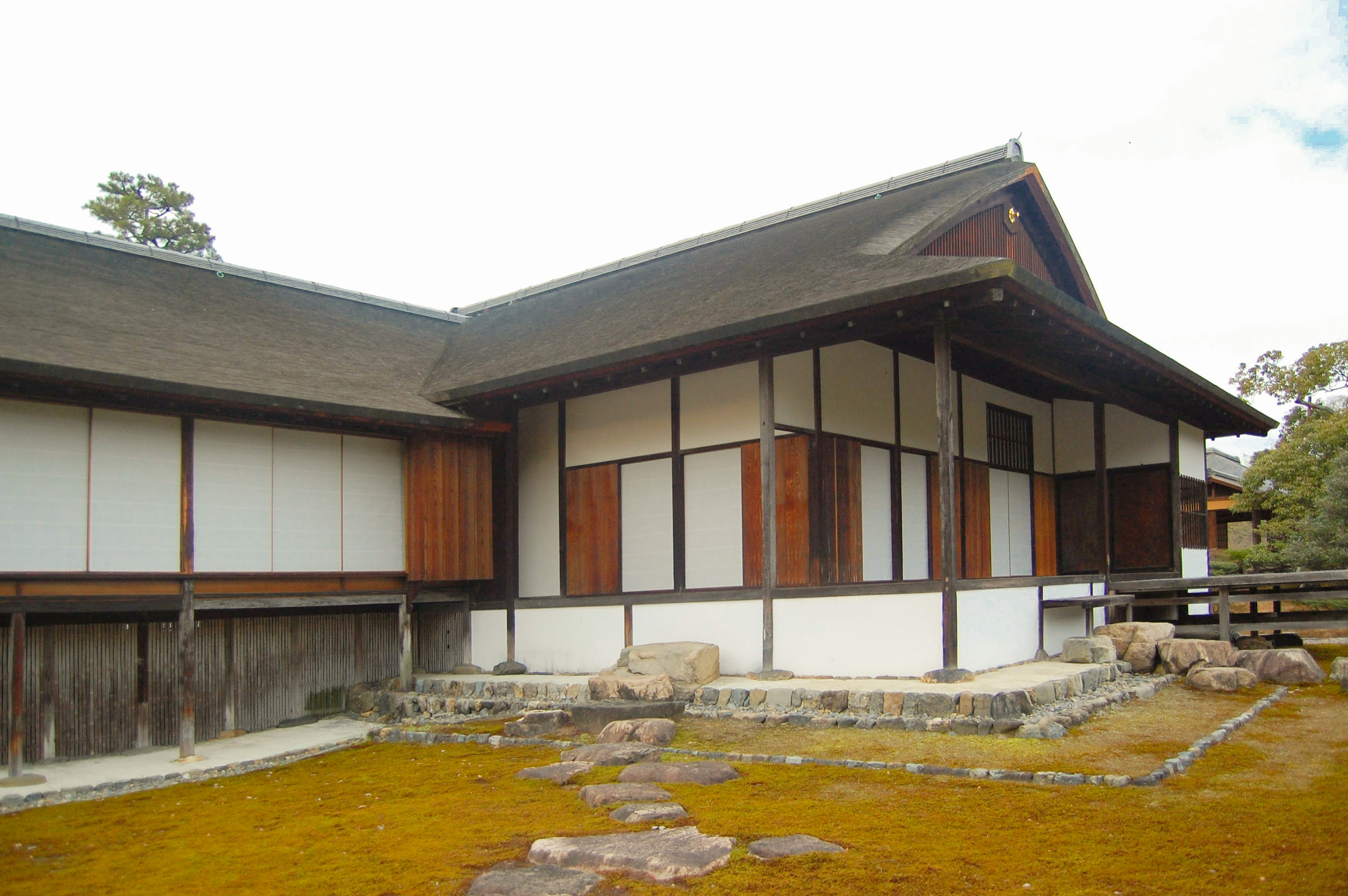
Ex shoin della villa

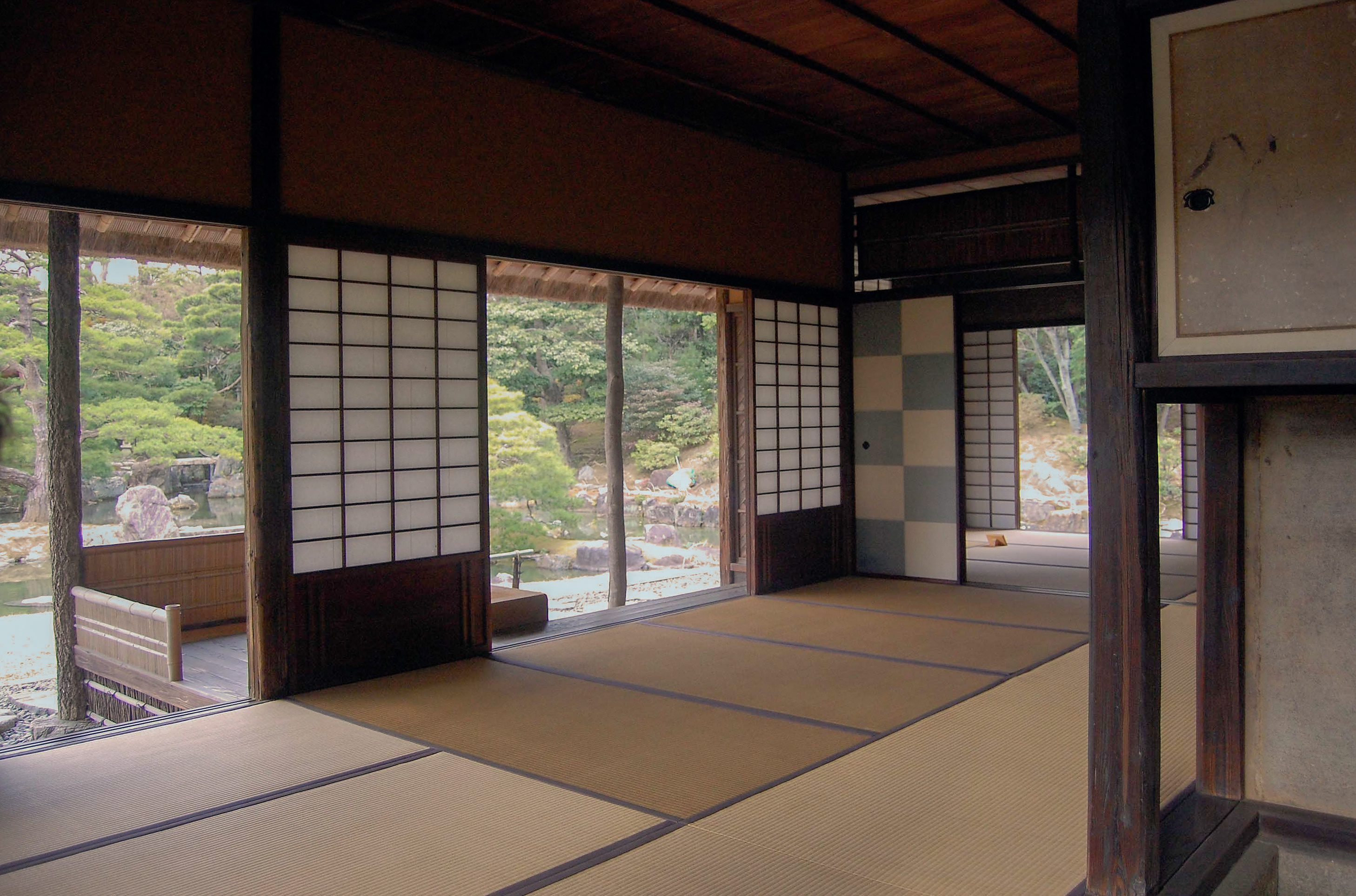
L'interno di Shōkintei

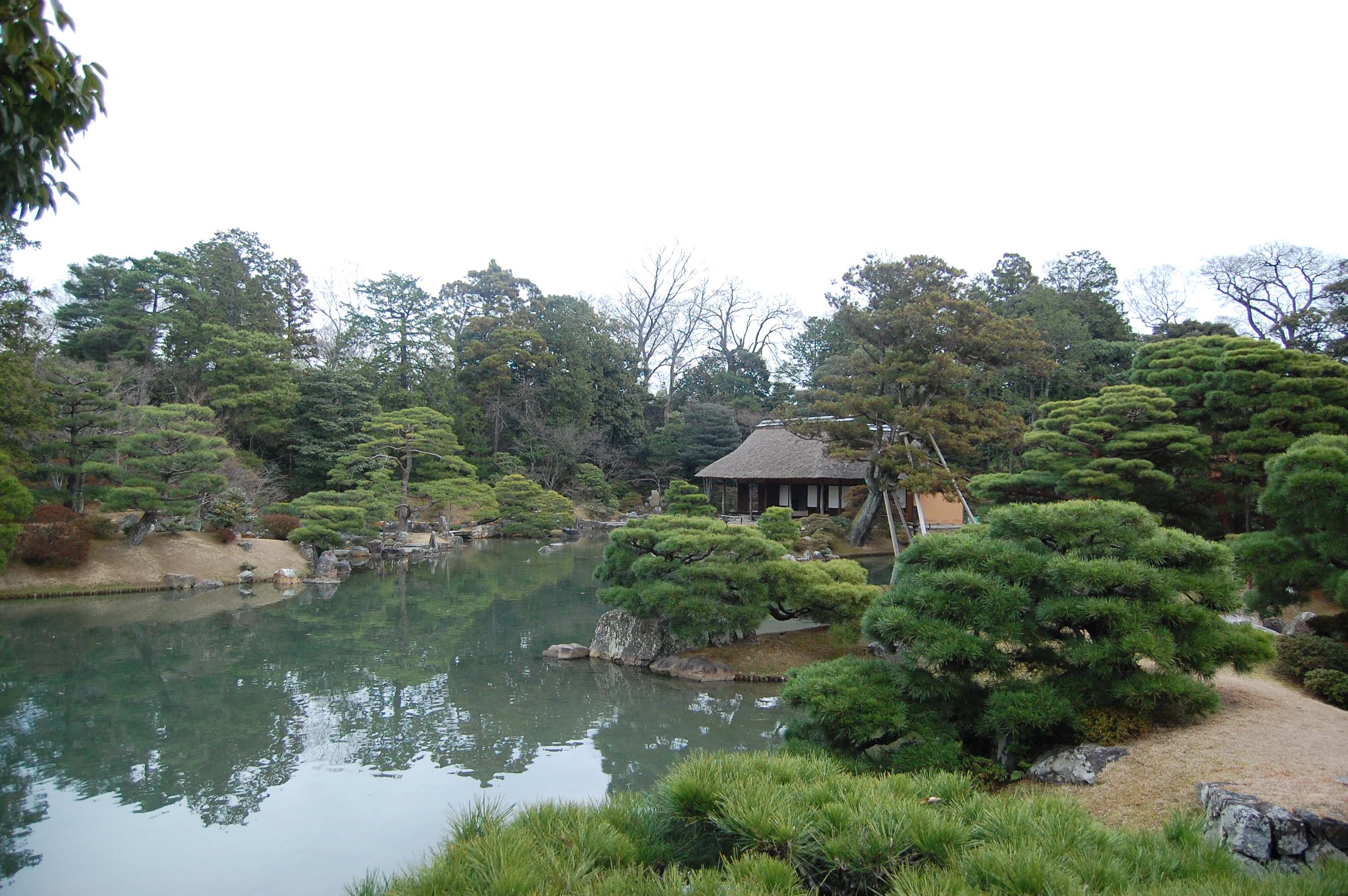
Shōkintei visto da Gepparou

L'ex shoin, lo shoin centrale e il palazzo nuovo sono costruiti nello stile Shoin-zukuri (書院造?) con i tetti di Irimoya-zukuri (入母屋造?) e di Kokerabuki (柿葺?), e denotano pure qualche aspetto dello stile Sukiya-zukuri (数寄屋造?). L'ex shoin è dotata di una veranda chiamata piattaforma per ammirare il chiaro di luna (月見台?).
Le calligrafie a inchiostro sulle pareti dello shoin centrale e del palazzo nuovo, sono attribuite alla scuola di Kano Tan'yū (狩野探幽?). Particolarmente degni di nota sono gli scaffali nella stanza al piano superiore del Palazzo nuovo, realizzati con 18 specie di legno, la maggioranza delle quali importata dall'estero.
Dal fiume Katsura (桂川?) viene l'acqua dello stagno centrale della villa, attorno al quale sono dislocati diversi padiglioni e case da tè come Shōkintei (松琴亭?), Shōkatei (賞花亭?), Shōiken (笑意軒?) e Gepparou (月波楼?) tra le colline, arene di sabbia, ponti e lanterne. C'è inoltre un piccolo tempio buddista Onrindō (園林堂?).